# Gli inferni di Zandru
Gli inferno di Zandru (Zandru's Forge, 2003) è un romanzo ambientato sul pianeta Darkover, a metà fra la fantascienza e il fantasy, scritto da Marion Zimmer Bradley e Deborah J. Ross e pubblicato per la prima volta in Italia nel 2011 da Longanesi.
È il secondo dei romanzi del Ciclo di Darkover pubblicato dopo la morte di Marion Zimmer Bradley dalla coautrice che ne ha ereditato la saga, Deborah J. Ross. Il romanzo è stato scritto basandosi su note e capitoli incompiuti lasciati dalla Zimmer Bradley prima della sua morte.

## Trama
Nel bel mezzo delle Età del Caos, dopo i fatti che hanno portato alla distruzione della Torre di Neskaya, le guerre che sconvolgono il pianeta sono ancora tante. Battaglie magiche con le pietre matrici, la polvere magiaossa e la pece stregata, devastano il mondo del Sole Rosso.
Una speranza però c'è, e si incarna in un giovane, Varzil Ridenow, appartenente a una nobile famiglia del pianeta, nelle cui vene scorre potente il talento magico che gli permette di accedere alla Torre di Arilinn, dove vengono addestrati i più potenti telepati del pianeta. Proprio qui, farà amicizia con Carolin Hastur, ragazzo della sua stessa età, guidato dai suoi stessi ideali di pace e fratellanza, e destinato per nascita a governare tutto Darkover. Ma la strada da seguire per una pace duratura tra i reami di Darkover è costellata di vendette, tradimenti e oscuri piani di conquista.

## Edizioni
- Marion Zimmer Bradley e Deborah J. Ross, Gli inferni di Zandru, traduzione di Maria Cristina Pietri, Longanesi, 2011,  pp. 536, cap. 50, ISBN 88-304-2584-2.